# Gordon Bess
Gordon Bess (nascido em Richfield, no estado de Utah, em 1929 — falecido em 24 de novembro de 1989) é um cartunista americano, mais conhecido pelos quadrinhos “Redeye” (conhecido no Brasil como “A Tribo de Touro Sentado” ou “Pé-Frio”).
Bess começou sua carreira como cartunista, depois que se juntou à marinha Americana em 1947. Criou as ilustrações para a Seção de Treinamento e, em 1954, se tornou cartunista da revista “Leathmeck” da Marinha, continuando até 1957, quando deixou a corporação.
Em 1957, casou-se e conseguiu emprego como diretor de arte para uma empresa de cartões de saudação (aniversário, ano novo, Natal etc.) em Cincinnati, Ohio. Em seu tempo livre, como “freelance”, ele produziu quadrinhos para revistas. Em 1967, o distribuidor King Features Syndicate lançou suas tiras de história em quadrinhos de “Redeye”, acerca de uma excêntrica tribo de índios americanos. O sucesso da tira lhe permitiu mudar para Boise, Idaho, onde desfrutou pesca, caça e esqui. 
Bess continuou escrevendo e desenhando “Redeye” até 1988, quando adoeceu.